# John Parker (homme politique, 1799-1881)
Pour les articles homonymes, voir John Parker (homonymie) et Parker.
John Parker (21 octobre 1799-5 septembre 1881) est un homme politique britannique et un avocat.

## Biographie
Il est né à Tickhill, dans le Yorkshire du Sud et fait ses études à Repton et au Brasenose College, à Oxford. Il joue un rôle déterminant dans l'émancipation de Sheffield, en adressant une pétition au Parlement en 1817 et 1822 et en créant une brochure exposant les arguments en faveur de Sheffield en 1830. Lorsque la circonscription de Sheffield est finalement créée comme circonscription parlementaire en 1832, il est élu aux côtés de James Silk Buckingham comme ses premiers députés. Il est député de Sheffield jusqu'en 1852, devenant Lords du Trésor (1839-1840), premier secrétaire de l'amirauté, co- secrétaire au Trésor (1846-1849) et membre du Conseil privé (1853).
Il meurt au 71 Onslow Square, Londres, le 5 septembre 1881, et est enterré à Healaugh, près de Tadcaster, Yorkshire du Nord, le 9 septembre. Il épouse, le 8 février 1853, Eliza Charlotte, seconde fille de George Vernon de Clontarf Castle, Dublin, Irlande.